# علم أعصاب الشخصية
يوظف علم أعصاب الشخصية نهج العلوم العصبية من أجل دراسة الآليات العصبية الحيوية الكامنة خلف الاختلافات الفردية في الخصائص النفسية المستقرة. على وجه التحديد، يهدف علم أعصاب الشخصية إلى دراسة العلاقات بين التباينات الفردية في بنى الدماغ بالإضافة إلى الوظائف والمقاييس السلوكية للسمات النفسية الثابتة، التي يمكن تعريفها على نحو واسع باعتبارها «الاستعداد المسبق والميل نحو اختبار حالات معينة»، بما في ذلك، على سبيل المثال لا الحصر، سمات الشخصية، والميول الاجتماعية السلوكية وعوامل خطر الإصابة بالمرض النفسي. يُعد علم أعصاب الشخصية فرع متعدد التخصصات إذ يجمع بين التساؤلات والمنهجيات البحثية من علم النفس الاجتماعي، وعلم نفس الشخصية والعلوم العصبية. يرتبط علم أعصاب الشخصية أيضًا بشكل وثيق مع غيره من المجالات متعددة التخصصات مثل علم الأعصاب الاجتماعي، والمعرفي والوجداني.

## الأبحاث الحالية
في العقدين الأخيرين، نجح علم أعصاب الشخصية في تحديد الآليات العصبية الكامنة وراء مجموعة واسعة النطاق من متغيرات السمات، باستخدام النهج العلمية العصبية المذكورة في القسم السابق. يهتم هذا القسم بمراجعة بعض نتائج الأبحاث في هذا المجال.

### سمات الشخصية الخمس الأكثر أهمية
- العصابية: تشير إلى الميل العام نحو اختبار المشاعر السلبية وقد تمثل مؤشرًا وعامل خطورة للإصابة بنطاق واسع من الأمراض النفسية. يُعد الأفراد الذين يظهرون درجة عالية من العصابية أكثر عرضة للأحداث السلبية إذ يختبرون مستويات عالية من انعدام الاستقرار العاطفي، والقلق، وتقلبات المزاج، والانزعاج، والحزن وما إلى ذلك. أثبتت مجموعة من دراسات التصوير العصبي وجود ارتباط بين العصابية والنشاط الدماغي في اللوزة الدماغية، والجزيرة، والقشرة الحزامية الأمامية وقشرة فص الجبهة الإنسية.[3] من خلال النهج القائمة على سبر الآليات الجزيئية أو الكيميائية العصبية، أمكن ربط العصابية بمستويات متفاوتة من هرمون الإجهاد الكورتيزول، المستويات الأساسية والمتعلقة بمسببات الإجهاد على حد سواء، بالإضافة إلى ارتباطها بالمستويات المنخفضة من الوظيفة السيروتونية والمستويات المرتفعة من النورإبينفرين. أظهرت دراسات تخطيط كهربية الدماغ ارتباط العصابية المرافقة لحالة الانسحاب مع تنشيط أكبر في الفص الجبهي الأيمن منه في الأيسر، بينما ارتبط جانب الميل نحو الغضب في العصابية مع تنشيط أكبر في الفص الجبهي الأيسر مقارنة بالأيمن.[4][5]
- الانفتاح: يمثل مدى إمكانية اعتبار الأفراد منفتحين، وحازمين، واجتماعيين، ومحبين للتجمع وحماسيين. يزدهر الأفراد المتسمون بالانفتاح من خلال التفاعلات الاجتماعية مع الآخرين إذ يميل هؤلاء إلى المشاركة في التجمعات الكبيرة، بينما يفضل الأفراد المتسمون بالانطوائية الاختلاط في مجموعات صغيرة أو البقاء بمفردهم والانخراط في نشاطات أكثر انفرادية. ربطت سلسلة من دراسات الرنين المغناطيسي البنيوي والرنين المغناطيسي الوظيفي الانبساط مع البنية والوظيفة لبعض مناطق الدماغ المعينة المسؤولة عن معالجة المكافأة، بما في ذلك القشرة الجبهية الحجاجية الإنسية، والنواة المتكئة، واللوزة الدماغية والجسم المخطط. أظهرت دراسات تخطيط كهربية الدماغ حول الانبساط نتائج متقاربة إذ أشارت إلى ارتباط الانبساط بشكل موجي متعلق بالحدث من شأنه عكس «إشارة المكافأة دوبامينية الفعل». تماشيًا مع الأدلة المستمدة من دراسات التصوير بالرنين المغناطيسي وتخطيط كهربية الدماغ، أظهرت نهج التعديل الدوائي العصبي أن الأدوية دوبامينية الفعل قادرة على التحكم في الانبساط وأن الدوبامين من شأنه التأثير على نمط التحفيز القشري فيما يتعلق بالانبساط.[6][7]
- الانفتاح على التجربة: يعكس ميل الفرد نحو الحداثة، والإبداع والفضول الفكري. يتسم الأفراد ذوو النقاط المرتفعة في الانفتاح على التجربة بخيال واسع وعقل منفتح، بينما يفضل الأفراد ذوو النقاط المنخفضة من هذه السمة أسلوب الحياة الروتيني والمألوف. أظهرت الأبحاث الأخيرة باستخدام بيانات الرنين المغناطيسي الوظيفي في حالة الراحة من مشروع الكونيكتوم البشري أن مصفوفات الموصلية الوظيفية الفردية من شأنها التنبؤ بالانفتاح على التجربة بدقة مطابقة تقريبًا للتنبؤات الخاصة بنقاط اختبارات الذكاء، لكنها غير قادرة على التنبؤ بالسمات الأربع الأخرى في إطار سمات الشخصية الخمس الأكثر أهمية.[8] أظهرت إحدى دراسات التصوير بالرنين المغناطيسي الوظيفي على كبار السن، ممن خضعوا لتشفير الذاكرة البصرية عبر الماسح الضوئي، أنماط تنشيط شبكية دماغية أكثر تشابهًا للذاكرة الوظيفية لدى الأفراد الأكبر سنًا مقارنة بالأنماط المرصودة لدى اليافعين، ما يشير إلى وجود احتفاظ أفضل بشبكة الذاكرة، إذ يتوسط ذلك العلاقة بين النقاط المرتفعة في الانفتاح والأداء الأفضل للذاكرة. قد تشير هذه النتيجة إلى إمكانية النظر في الانفتاح على التجربة باعتباره عامل وقائي ضد الشيخوخة وتدهور الذاكرة.[9]
- الوفاق: يرتبط الوفاق بالميول بين الشخصية والاجتماعية السلوكية، مثل التعاطف، والتعاون واللطف. يكون الأفراد ذوو النقاط المرتفعة في الوفاق على درجة مرتفعة أيضًا من التعاون والتقمص الوجداني، بينما يتسم الأفراد ذوو النقاط المنخفضة في الوفاق بميلهم نحو التنافسية، أو معاداة المجتمع أو الاستغلال. غالبًا ما تُهمل هذه السمة في مراجع علم أعصاب الشخصية إذ يُعد مفهوم الوفاق «اجتماعيًا» بطبيعته، لكن ترتبط هذه السمة مع ذلك بالنشاط العصبي في قشرة الفص الجبهي الظهرية الجانبية اليسرى المسؤولة عن تنظيم المشاعر. بالإضافة إلى ذلك، أظهرت إحدى دراسات التصوير بالرنين المغناطيسي البنيوي ارتباطًا بين الوفاق وحجم مناطق الدماغ المسؤولة عن معالجة المعلومات الاجتماعية (أي التلم الصدغي العلوي، والقشرة الحزامية الخلفية والتلفيف المغزلي).[10]
- الضمير الحي: يضم السمات ذات الصلة بالانضباط الذاتي، والتنظيم والاعتمادية. غالبًا ما يتسم الأفراد ذوو النقاط العالية في الضمير الحي بأنهم موجهون نحو الهدف، ومواظبون، ومنظمون وموثوقون، بينما يكون الأفراد ذوو النقاط المنخفضة في هذه السمة أكثر تلقائية ومرونة. كشفت إحدى دراسات التصوير بالرنين المغناطيسي البنيوي وجود ارتباط بين الضمير الحي وحجم التلفيف الجبهي المتوسط في قشرة الفص الجبهي الوحشية. بالإضافة إلى ارتباطه بحجم التلفيف الجبهي المتوسط، وجدت دراسة أخرى باستخدام التصوير بالرنين المغناطيسي البنيوي ارتباط الضمير الحي بحجم الفص الجداري العلوي ثنائي الجانب، إذ تتوسط سمة الضمير الحي العلاقة بين مناطق الدماغ هذه والأداء الأكاديمي. بالإضافة إلى ذلك، حددت إحدى دراسات التصوير بالرنين المغناطيسي الوظيفي، التي اختبرت الموصلية الوظيفية داخل مناطق الدماغ وعبرها، الشبكة الدماغية ذات أولوية الهدف (جي بّي إن) ومكوناتها الفرعية الخمسة. ارتبطت تقييمات الضمير الحي بشكل كبير مع الموصلية الوظيفية داخل أحد عناصر الشبكة الدماغية ذات أولوية الهدف (بما في ذلك مناطق من اللوزة الأمامية، والقشرة الحزامية الأمامية الظهرية وقشرة فص الجبهة الظهرية الوحشية) بالإضافة إلى الموصلية الوظيفية بين هذا المكون والمكونات الفرعية الأربعة الأخرى داخل الشبكة الدماغية ذات أولوية الهدف.[11]

## التقمص الوجداني
باعتباره سمة مستقرة كما هو الحال في القدرة على أو إمكانية اختبار التقمص الوجداني، يمكن تعريف التقمص الوجداني باعتباره استجابة وجدانية «مشابهة لإدراك الفرد (الاختبار أو التصور المباشر) وفهمه (التقمص الوجداني المعرفي) للشعور المنبه، مع الاعتراف بعدم امتلاك مصدر هذه المشاعر وأنها عائدة إلى الآخرين»، على الرغم من استمرار الجدل حيال الطريقة الأفضل لتعريف التقمص الوجداني. أظهرت إحدى دراسات التصوير بالرنين المغناطيسي البنيوي أن التباين بين الأفراد في جوانب التقمص الوجداني المختلفة مرتبط بالتباين التشريحي العصبي عبر مناطق الدماغ المختلفة، إذ (1) ارتبطت قدرات التقمص الوجداني العاطفية تجاه الآخرين سلبيًا مع حجم المادة الرمادية في كل من الطلل، والتلفيف الجبهي السفلي والقشرة الحزامية الأمامية، و(2) ارتبطت قدرات استيعاب المنظور المعرفي إيجابًا مع حجم المادة الرمادية في القشرة الحزامية الأمامية و(3) ارتبطت القدرة على التقمص الوجداني مع الشخصيات الخيالية إيجابًا مع تغيرات المادة الرمادية في قشرة فص الجبهة الظهرية الوحشية اليمنى. أظهر تحليل تلوي لسلسلة من دراسات التصوير بالرنين المغناطيسي الوظيفي وجود نشاط في شبكة من مناطق الدماغ المختلفة خلال انخراط الفرد في عمليات التقمص الوجداني، بما في ذلك الجزيرة الدماغية، والتلفيف الجبهي السفلي، والمناطق الأمامية المتوسطة حول القشرة الحزامية، واللوزة، والمهاد، والبطامة، والنواة المذنبة والباحة الحسية الجسمية الأولية «إس آي». بالإضافة إلى دراسات التصوير بالرنين المغناطيسي، أظهرت دراسات التعديل العصبي على الفئران والقردة أن إعاقة إشارات الأوكسيتوسين من شأنه التأثير سببيًا على الظواهر المرتبطة بالتقمص الوجداني.